# Che Kwu Shan
Che Kwu Shan är ett berg i Hongkong (Kina). Det ligger i den nordöstra delen av Hongkong. Toppen på Che Kwu Shan är 166 meter över havet.
Terrängen runt Che Kwu Shan är huvudsakligen kuperad, men österut är den platt. Havet är nära Che Kwu Shan åt nordost.  Centrala Hongkong ligger 10,9 km sydväst om Che Kwu Shan. I omgivningarna runt Che Kwu Shan växer i huvudsak städsegrön lövskog.